# Pepe Reyes Cup 2016
La 16ª edizione della Pepe Reyes si è svolta il 18 settembre 2016 al Victoria Stadium di Gibilterra tra il Lincoln Red Imps, vincitrice della Premier Division 2015-2016 (Gibilterra) della Rock Cup 2015-2016, e l'Europa FC, secondo classificato in campionato.

## Tabellino
| Gibilterra 18 settembre 2016, ore 19:00 CEST            | Lincoln Red Imps | 0 – 2                 | Europa FC | Victoria Stadium |
| \| \| \| \| \| \| Marcatori \| 65’, 76’ Gomez Bernal \| |                  |                       |           |                  |
|                                                         |                  |                       |           |                  |
|                                                         | Marcatori        | 65’, 76’ Gomez Bernal |           |                  |